# Facheiroa
Facheiroa Britton & Rose è un genere di piante della famiglia delle Cactaceae, endemico del Brasile.

## Tassonomia
Comprende le seguenti specie:
- Facheiroa cephaliomelana Buining & Brederoo
- Facheiroa squamosa (Gürke) P.J.Braun & Esteves
- Facheiroa ulei (K.Schum.) Werderm.